# Ostrov svatého Félixe
Ostrov svatého Felixe (španělsky Isla San Félix) je neobydlený ostrov vulkanického původu pod správou Chile, nacházející se v Pacifiku, asi 800 km západně od chilského pobřeží. Plocha ostrova je 1,4 km2, nejvyšším bodem s nadmořskou výškou 193 m je Cerro Amarillo na západním okraji ostrova. San Félix patří do souostroví Islas Desventuradas (v překladu Ostrovy Neštěstí).

## Geografie a geologie

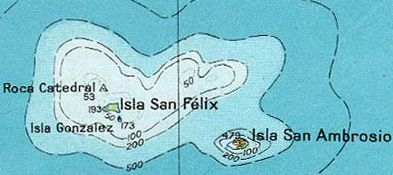
Mapa ostrovů San Félix a San Ambrosio

Ostrov je štítová sopka z období holocénu. Tvoří jej lávová plošina, vyplňující plochu mezi dvěma tufovými kužely a ohaničená pobřežními útesy.  V oblasti Cerro Amarillo se vyskytujíí nejmladší produkty zdejší vulkanické aktivity, lávové proudy havajského typu.

### Erupce
Podle názoru vědců z 20. let 20. století k posledním erupcím zde došlo ještě před objevením ostrova v 16. století. V rozporu s touto tezí je uzdálost, k níž došlo v roce 1923, kdy kapitán lodi, plující poblíž ostrova, ohlásil, že na vrcholu sopky spatřil matně rudou záři.